# Teppanyaki
Teppanyaki (鉄板焼き teppan-yaki?) este un stil de preparare a mâncării în bucătăria japoneză, în care folosește o plită fierbinte pentru a găti alimentele. Cuvântul teppanyaki este derivat din teppan (鉄板), care înseamnă plită de gătit, placă de fier, și yaki (焼 き), care înseamnă gătit la grătar, fript sau prăjit în tigaie. În Japonia, teppanyaki se referă la mâncărurile gătite folosind o plită de metal, inclusiv friptură, creveți, okonomiyaki, yakisoba, și monjayaki.

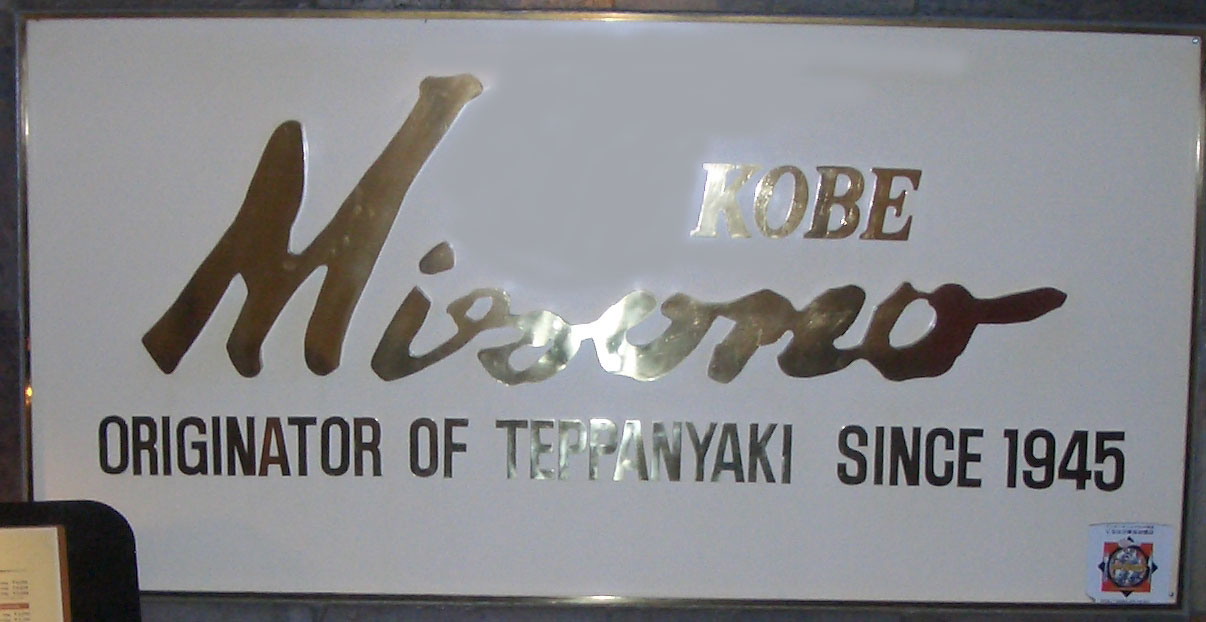
Misono în Kobe–primul restaurant care a oferit teppanyaki

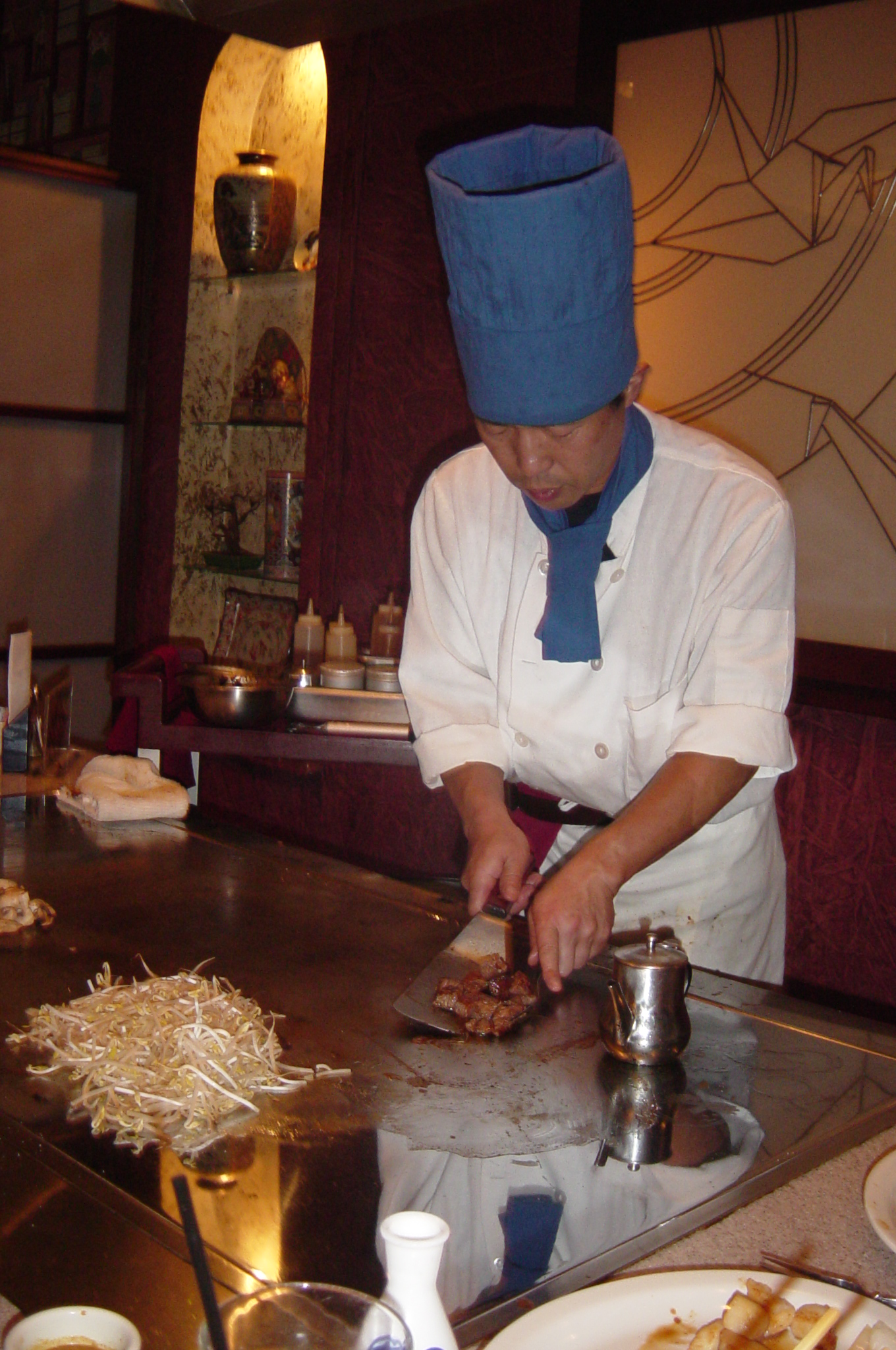
Un bucătar teppanyaki gătind pe o plită de gătit teppan pe bază de gazteppan într-un restaurant japonez

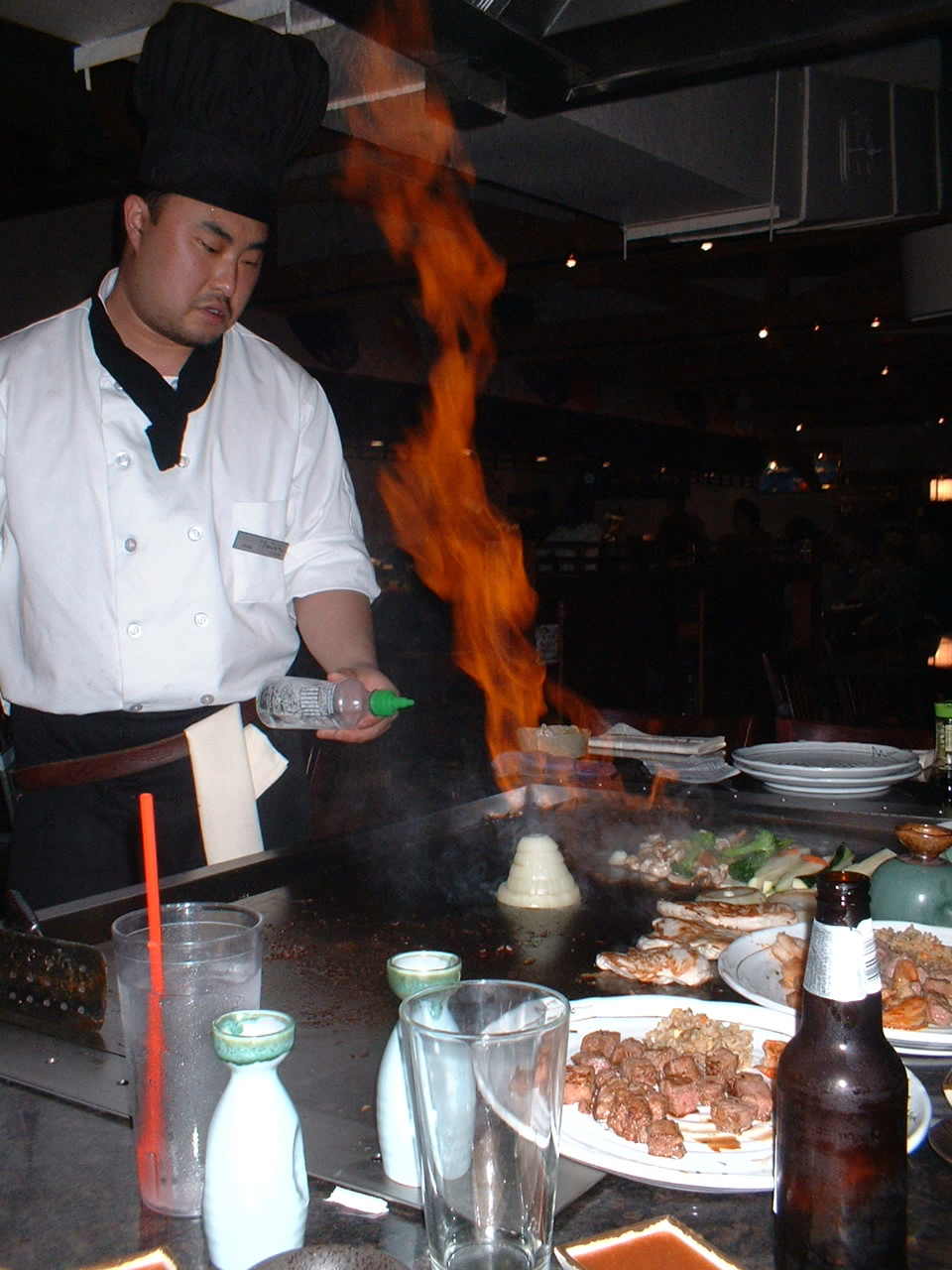
Bucătar pregătind un vulcan de ceapă în flăcări

Plitele teppanyaki moderne sunt, de obicei, încălzite prin arderea de propan și sunt utilizate pe scară largă pentru a găti alimente în fața oaspeților de la restaurante. Plitele teppanyaki sunt frecvent confundate cu grătarele hibachi, care funcționează pe bază de cărbuni sau cu flacără de gaz și care expune alimentele direct la flacără. Plitele care nu au găuri în suprafața lor, precum teppanyaki, sunt mult mai potrivite pentru a găti ingrediente mici, precum orez, ouă sau legume tocate mărunt.

## Origini
Inventatorul stilului de a găti teppanyaki este considerat a fi Shigeji Fujioka de la lanțul de restaurante japonez Misono. Restaurantul pretinde a fi primul care a introdus conceptul de a gătit mâncare cu influențe occidentale pe un teppan în Japonia, în 1945. Nu la mult timp după au aflat că preparatele gătite teppanyaki erau mai puțin apreciate de japonezi decât de străini. Acest lucru se datora atât vizionării mișcărilor profesioniste ale bucătarilor în timp ce pregăteau mâncarea, cât și bucătăriei în sine, care era mai familiară acestora din urmă decât multe mâncăruri tradiționale japoneze. Pe măsură ce aceste restaurante au devenit mai apreciate de turiști, lanțul a pus accent pe spectacolul oferit de bucătar în pregătirea mâncărurilor, precum stivuirea feliilor de ceapă pentru a produce un vulcan de ceapă în flăcări.
Un alt aparat de gătit, din aceeași familie, este un grătar plat, care constă dintr-o bucată plată de oțel peste arzătoare circulare, de obicei mai mic și rotund, ca un grătar mongol.

## Ingrediente
Ingredientele tipice utilizate pentru teppanyaki în still vestic sunt carnea de vită, creveți, scoici, homar, carne de pui și diverse legume. Uleiul de soia este de obicei folosit pentru a găti ingredientele.
Stilul japonez de teppanyaki folosește tăiței yakisoba sau varza cu felii de carne sau fructe de mare (okonomiyaki), care sunt gătite folosind ulei vegetal, grăsime animală sau amestec de cele două. În Japonia, multe restaurant teppanyaki oferă și vită Kobe.
Garnituri de germeni de fasole mung, dovlecei (deși aceștia nu sunt o legumă populară în Japonia și sunt rar găsiți în piață), chipsuri de usturoi sau orez prăjit sunt de obicei oferite lândă preparatele principale. Unele restaurante oferă și sosuri în care să se scufunde bucăți de mâncare. În Japonia, este oferit numai sos de soia.